# Villapun (Álava)
Villapun es un despoblado que actualmente forma parte de la localidad de Caranca del concejo de Caranca y Mioma, que está situado en el municipio de Valdegovía, en la provincia de Álava, País Vasco (España).

## Toponimia
A lo largo de los siglos ha sido conocido con los nombres de Villa de Puni, Villaipun y Villapuni.

## Historia
Documentado desde 944, el uno de agosto de 948 se funda el monasterio de Santiago de Villapun en sus términos, que fue muy disputado en el siglo XIII entre los Obispados de Burgos y Calahorra. Se desconoce cuándo se despobló.